# Electropop (álbum)
Electropop es la undécima producción discográfica solista del cantante argentino de rock Miguel Mateos. Fue lanzado el 19 de febrero de 2016 por Sony Music.

Se grabó en Estados Unidos y contó con músicos como Michael Thompson (guitarra) y Leland Sklar (bajo), que trabajaron con Joe Cocker, Madonna y Phil Collins, entre otros.
El disco tiene 13 temas con sonidos de teclados, sintetizadores y máquinas de ritmo que destacan el trabajo de Miguel Mateos en el género pop.

## Lista de canciones
Todas las canciones escritas y compuestas por Miguel Mateos. 
| N.º   | Título                           | Duración |  |
| 1.    | «Plegaria»                       | 4:12     |  |
| 2.    | «La Ley del Pulgar»              | 3:29     |  |
| 3.    | «Te adoro»                       | 3:16     |  |
| 4.    | «Euforia»                        | 3:42     |  |
| 5.    | «Aprender a vivir»               | 3:21     |  |
| 6.    | «Cinco patas al gato»            | 4:15     |  |
| 7.    | «El diablo enamorado»            | 4:54     |  |
| 8.    | «Cinco estrellas»                | 4:03     |  |
| 9.    | «Lov»                            | 4:21     |  |
| 10.   | «Hombre de una sola mujer»       | 4:26     |  |
| 11.   | «Vive y deja vivir»              | 3:41     |  |
| 12.   | «Las cosas que hacemos por amor» | 3:36     |  |
| 13.   | «Piedra papel o tijera»          | 3:45     |  |
| 51:01 |                                  |          |  |